# 凯坦吉·布朗·杰克森
凯坦吉·布朗·杰克逊（英語：Ketanji Brown Jackson，/kəˈtɑːndʒi/ kə-TAHN-jee；1970年9月14日—），美国律师、法官，现任美國最高法院大法官。
2022年1月，大法官史蒂芬·布雷耶宣布退休，同年2月25日总统乔·拜登宣布提名杰克逊为美国联邦最高法院大法官，同年4月7日美国参议院以53票支持、47票反对的票数通过对杰克逊的提名，成為美國首位非裔女性大法官。

## 生平
杰克逊出生于哥伦比亚特区，父亲是一位律师，母亲则是一位学校校长。她在迈阿密长大。1988年考入哈佛大学，1992年以极优等成绩（magna cum laude）毕业，获学士学位。此后进入哈佛法学院深造，其间曾任《哈佛法律评论》编辑。1996年获法律博士学位。此后她担任过多位法官的助理，其中1999年至2000年间她曾是美国联邦最高法院大法官斯蒂芬·布雷耶的助理。
2009年，杰克逊出任美国量刑委员会副主席。2013年经奥巴马总统提名，她被任命为美国哥伦比亚特区联邦地区法院法官。2021年3月，拜登总统宣布提名杰克逊为哥伦比亚特区联邦巡回上诉法院法官，以填补梅里克·加兰法官出任司法部长后留下的空缺。同年6月，参议院以53票对44票通过了她的提名。
2022年2月25日，拜登提名杰克逊为美国联邦最高法院大法官。2022年4月7日，美国参议院以53票支持、47票反对的票数通过对杰克逊的提名，6月30日宣誓就職。

## 家庭
杰克逊的丈夫帕特里克·杰克逊（Patrick G. Jackson）是一位外科医生。他们于1996年结婚，婚后育有两女。她丈夫的孪生兄弟是前美国众议院议长保罗·莱恩的连襟。